# Pluto kär och tokig
Pluto kär och tokig (engelska: Canine Casanova) är en amerikansk animerad kortfilm med Pluto från 1945.

## Handling
Pluto blir förtjust i taxflickan Dinah, som dock ignorerar honom. När hundfångaren kommer är det upp till honom att försöka rädda henne.

## Om filmen
Filmen hade svensk premiär den 18 mars 1946 och visades på biografen Spegeln i Stockholm.

## Rollista
- Pinto Colvig – Pluto
- Ruth Clifford – Dinah
- Billy Bletcher – hundfångaren[7]